# Szobrok Gyulán
A Gyula szócikkhez kapcsolódó képgaléria, amely a városban lévő köztéri szobrokat tartalmazza.

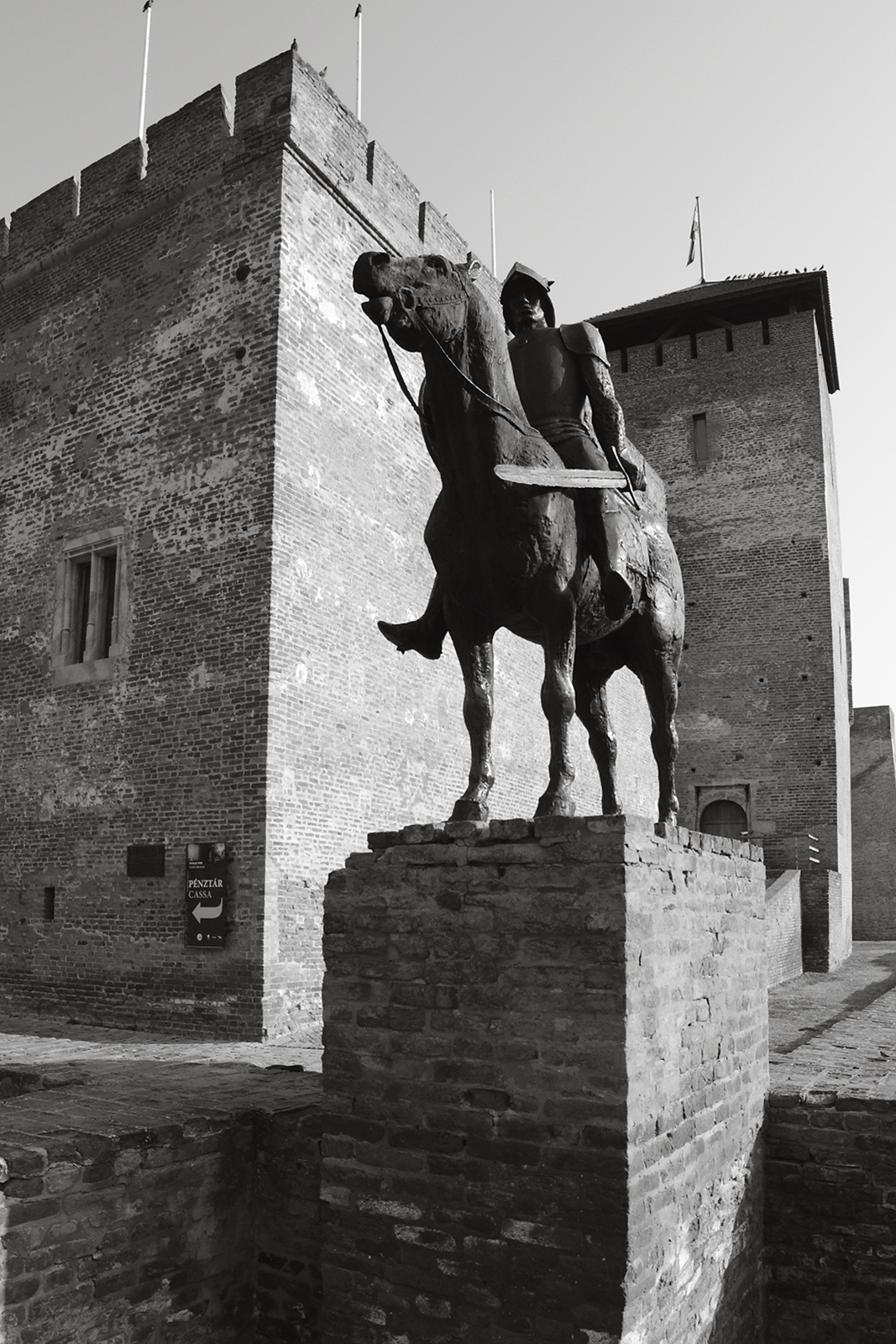
Tóth Béla: Végvári vitéz. A Vár előtt (1974)
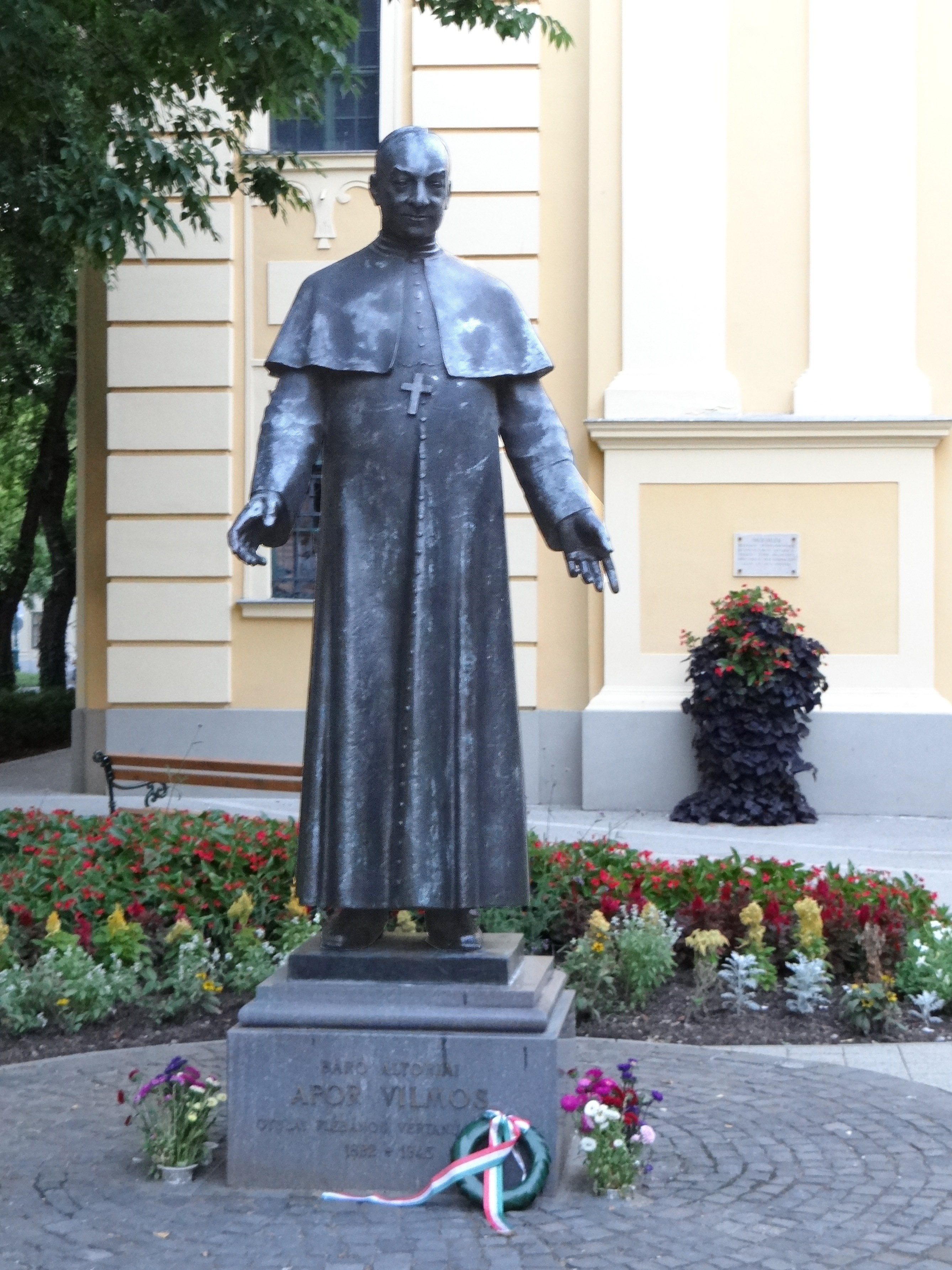
Bocskai Vince: Apor Vilmos. Harrukern tér (1998)
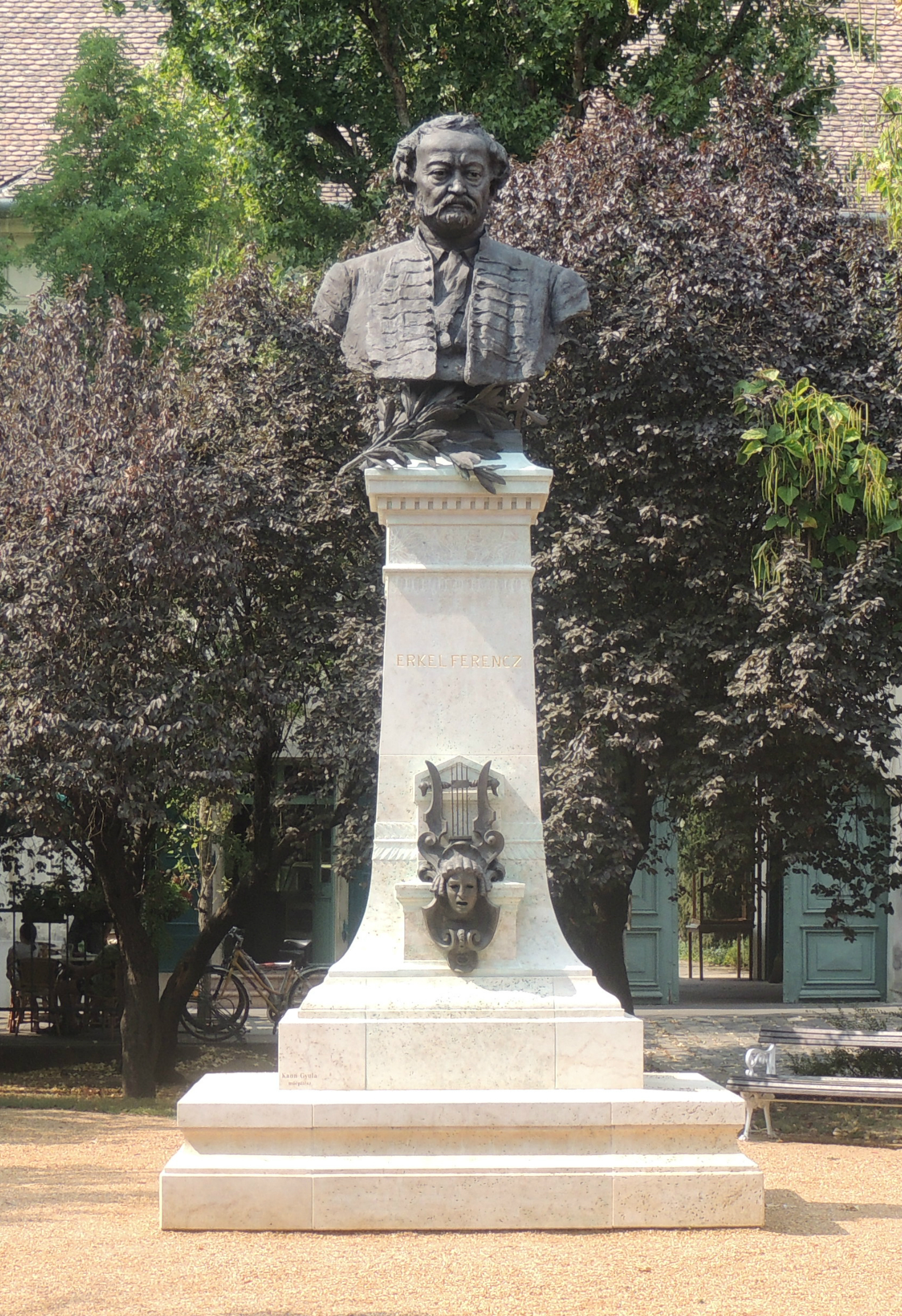
Kallós Ede: Erkel Ferenc. Erkel Ferenc tér (1896)
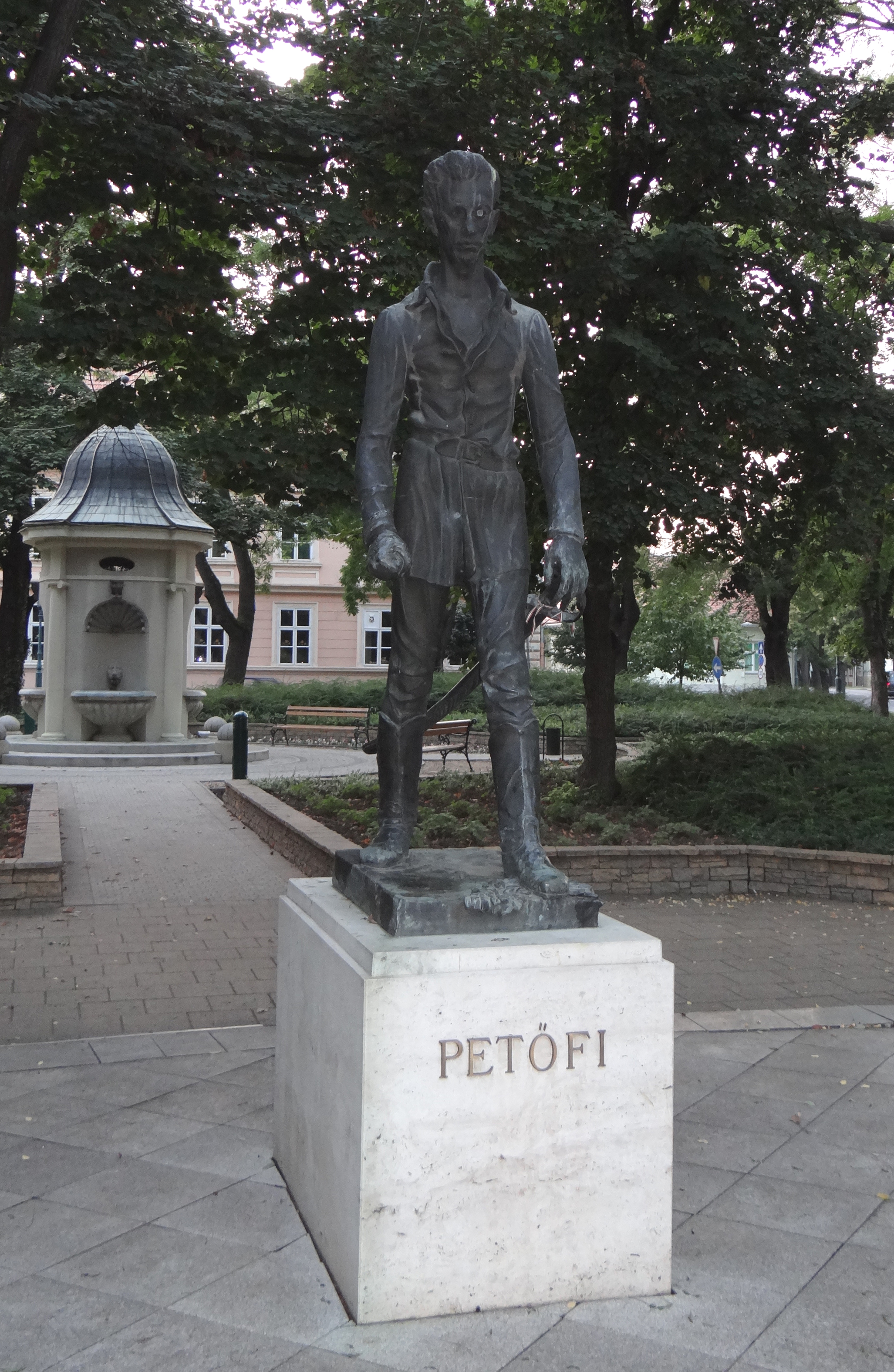
Ferenczy Béni: Petőfi Sándor. Erkel Ferenc tér (1960)
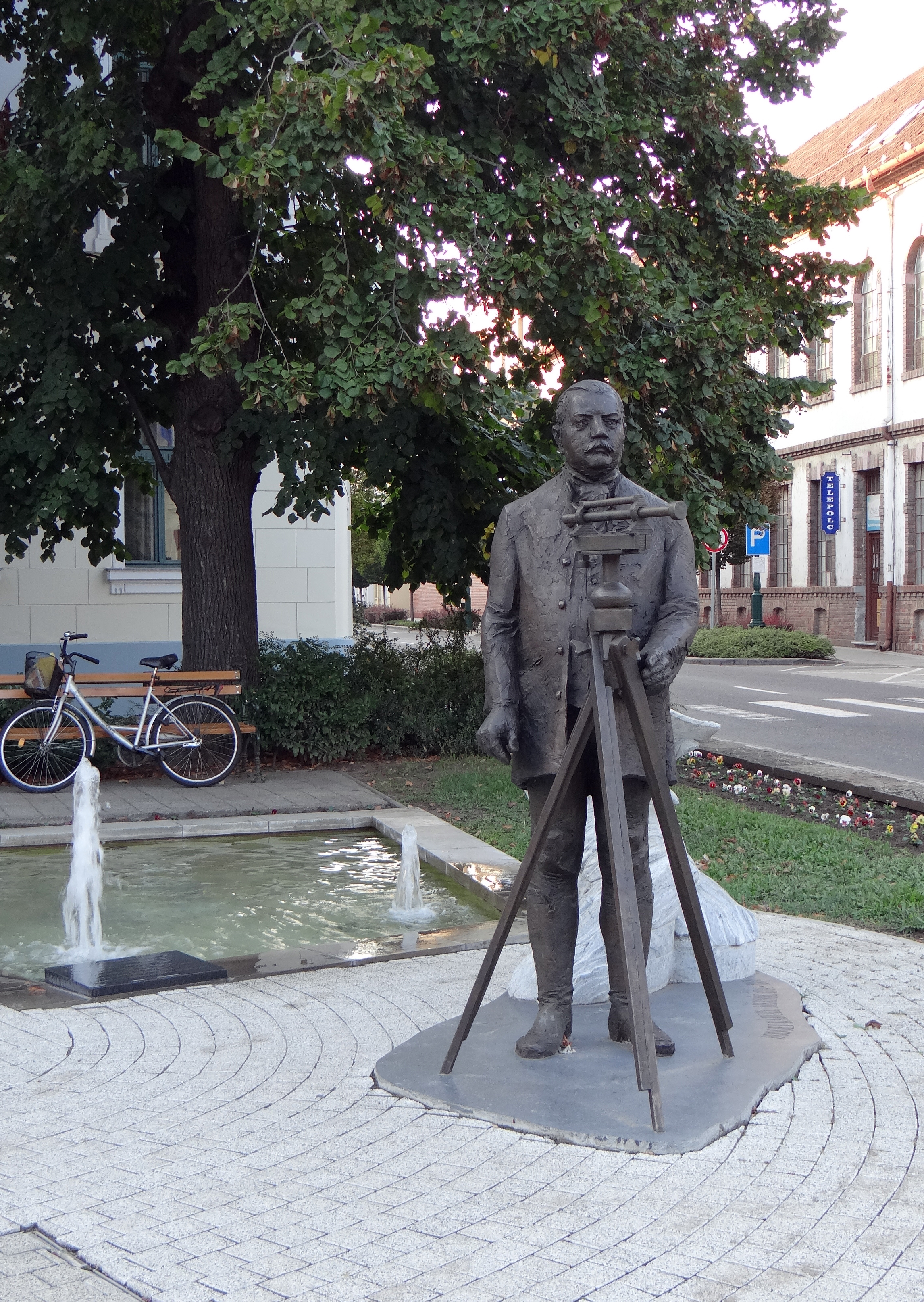
Széri-Varga Géza: Bodoki Károly. Bodoki tér (2014)
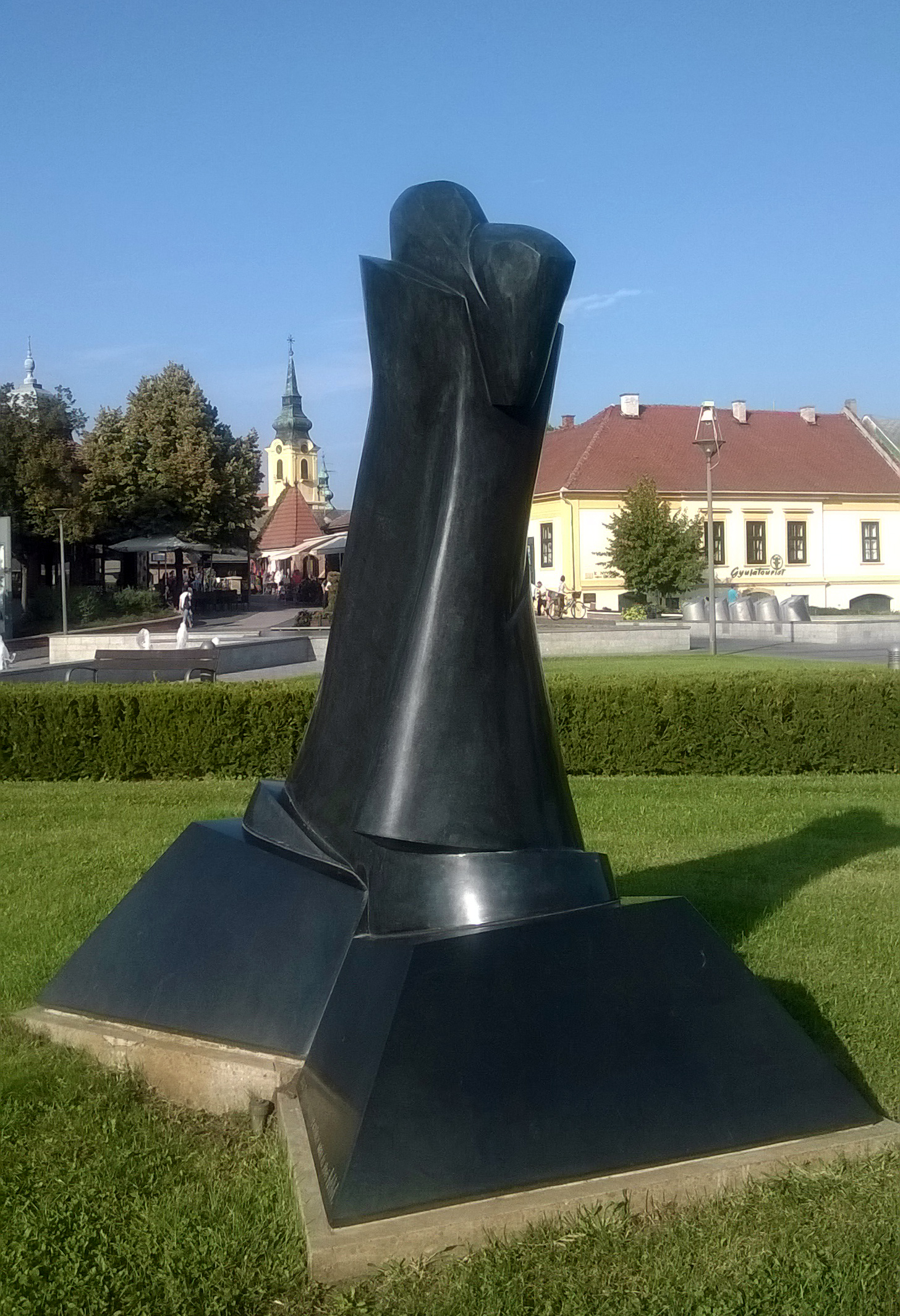
Vígh Tamás: Múlt és jövő. Kossuth Lajos tér (2011)
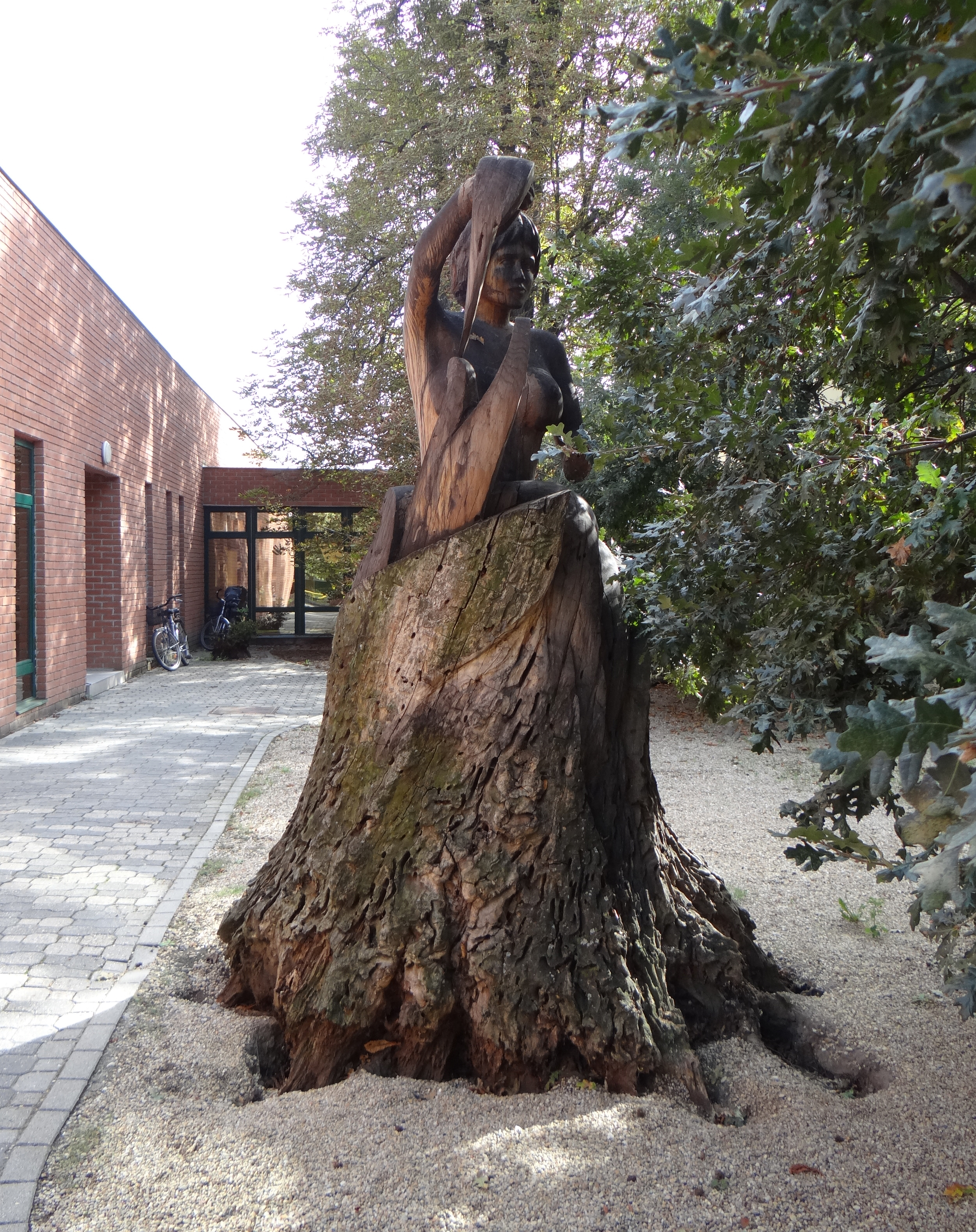
Szabó Jenő: Nimfa. A Várfürdő bejárata mellett (2007)
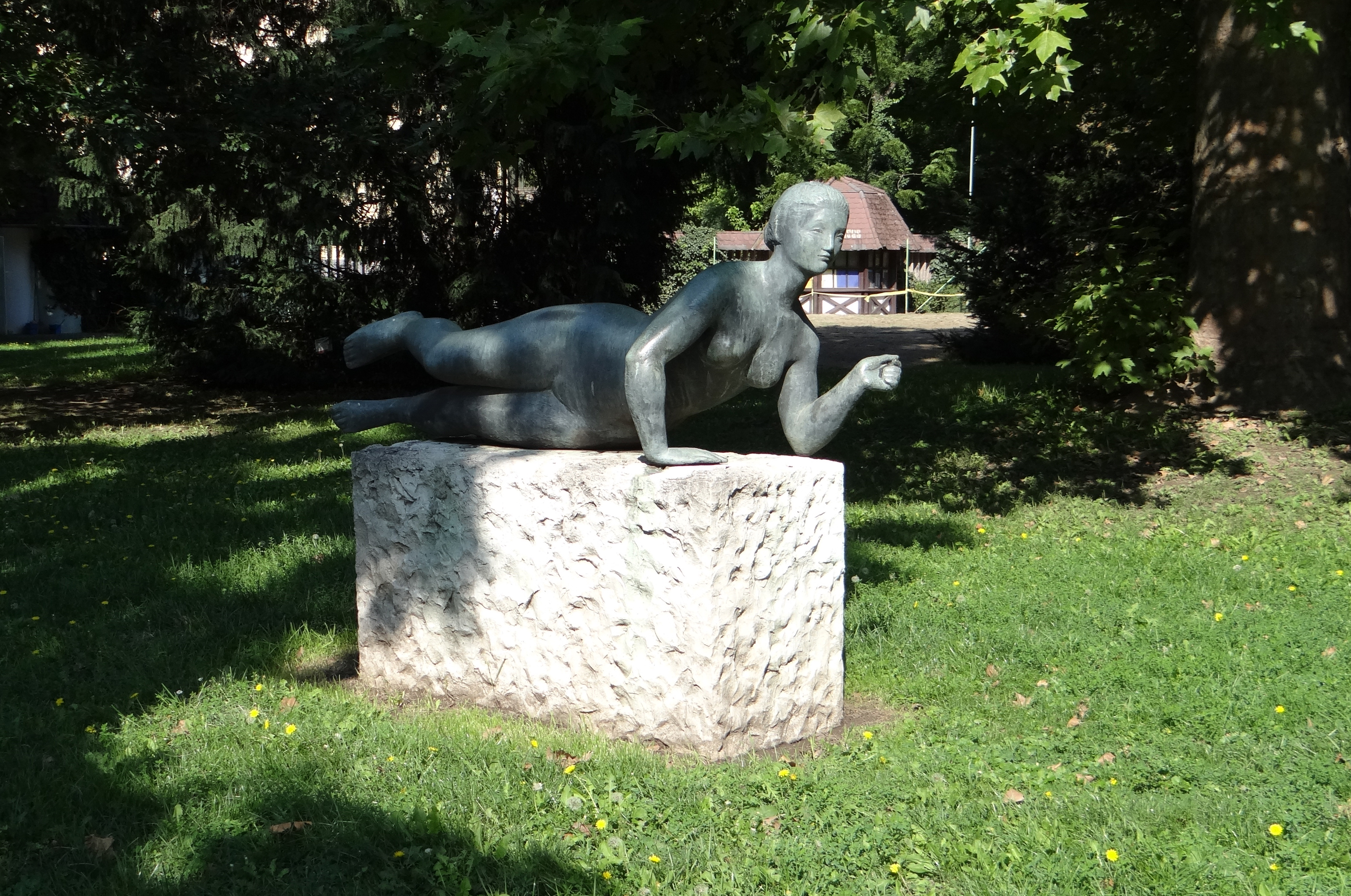
Osváth Mária: Fekvő nő. A Várfürdő parkja (1969)
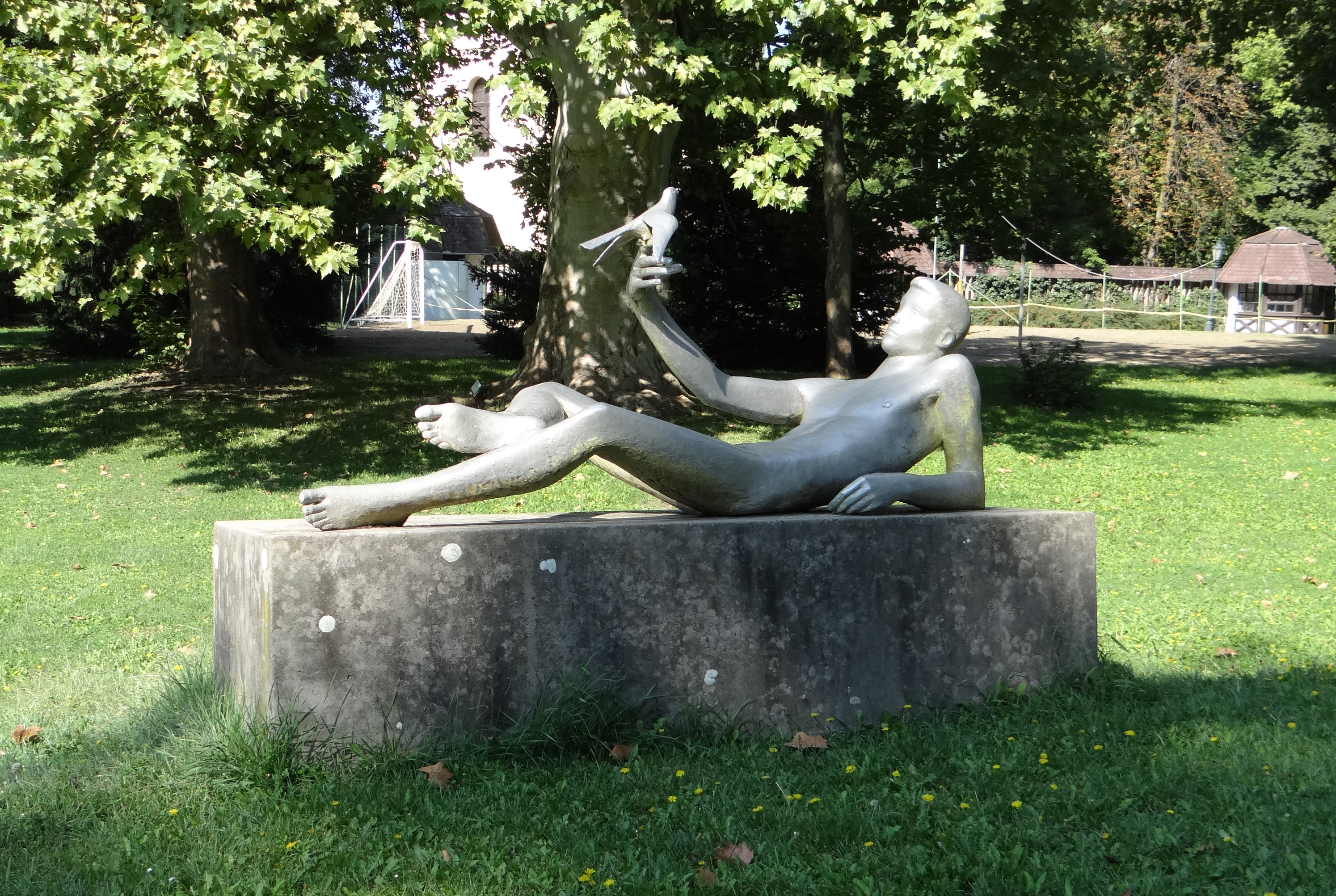
Simon Ferenc: Fiú madárral. A Várfürdő parkja (1958)
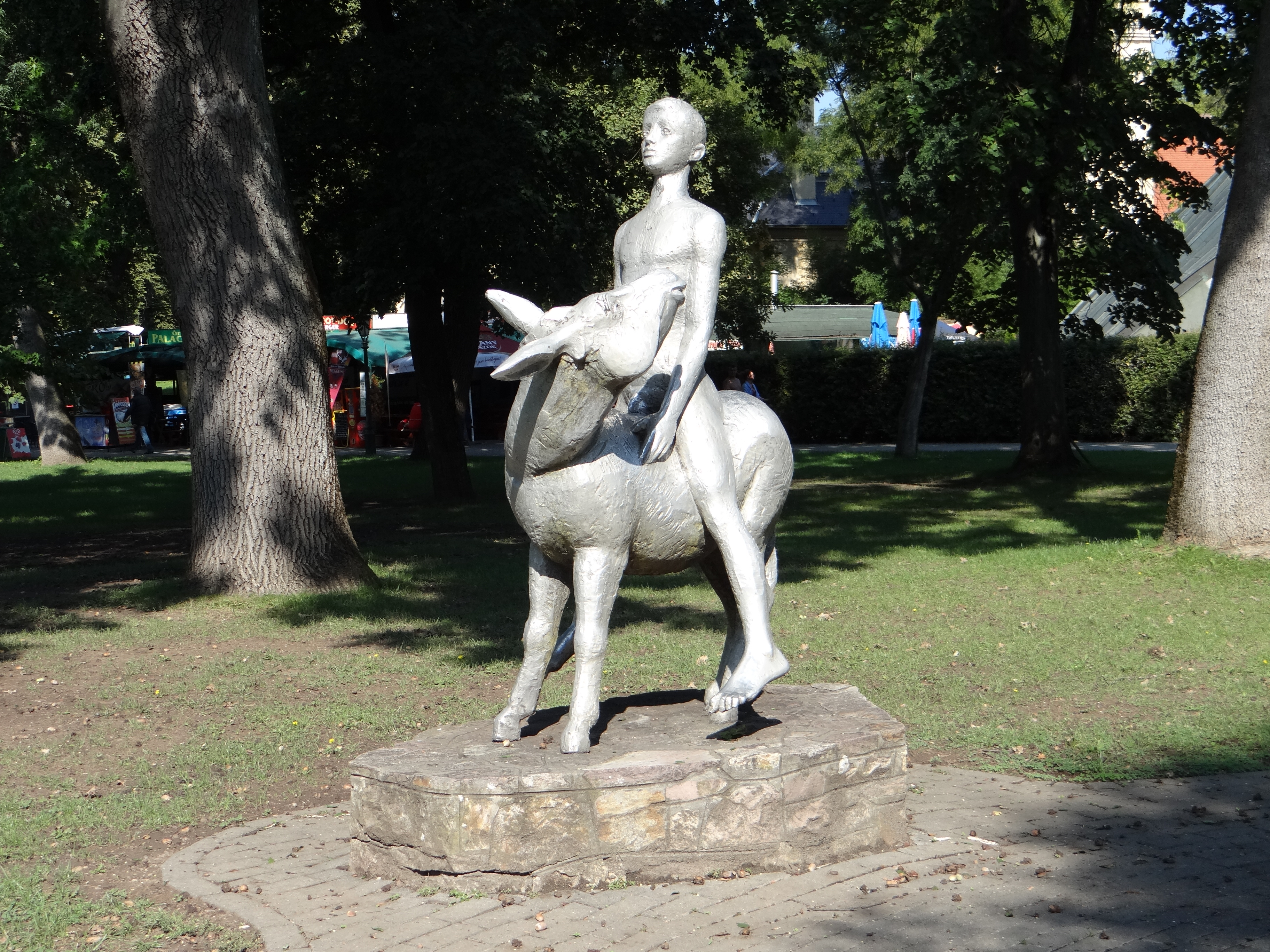
Bencsik István: Fiú szamáron. A Várfürdő parkja (1959)
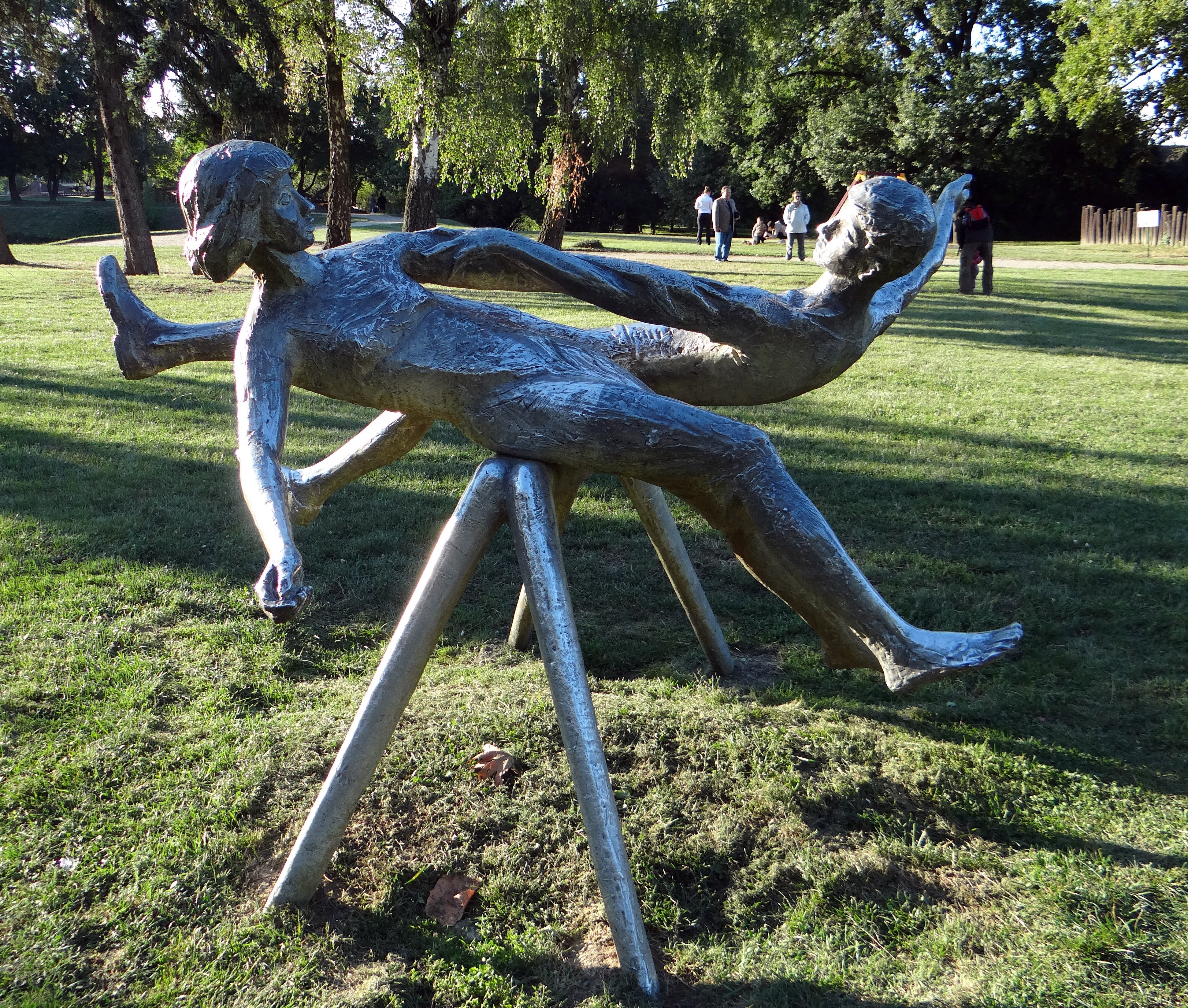
Bencsik István: Hintázó gyerekek. A vár közelében (1958)
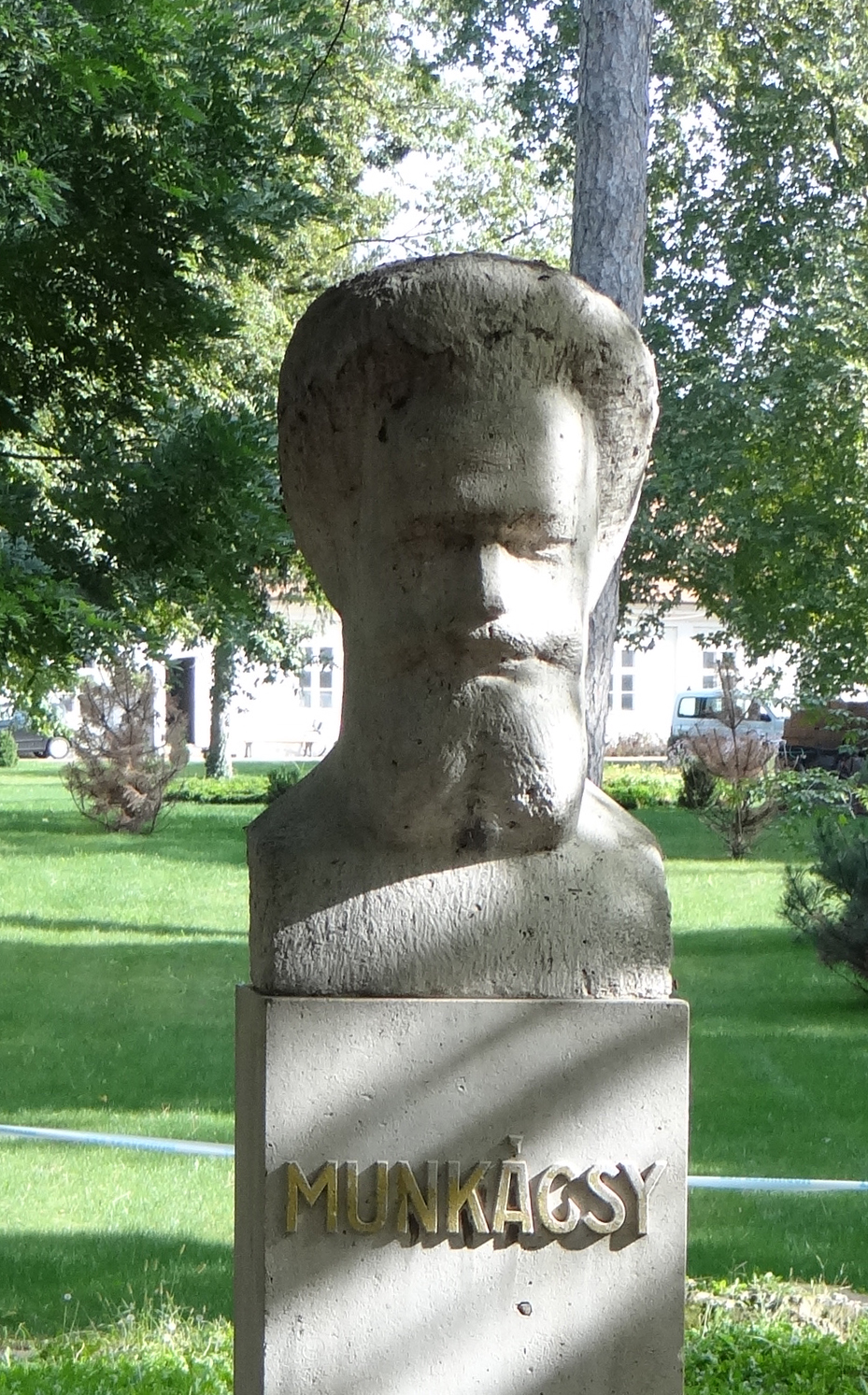
Vasas Károly: Munkácsy Mihály, Szent Miklós park (1980)
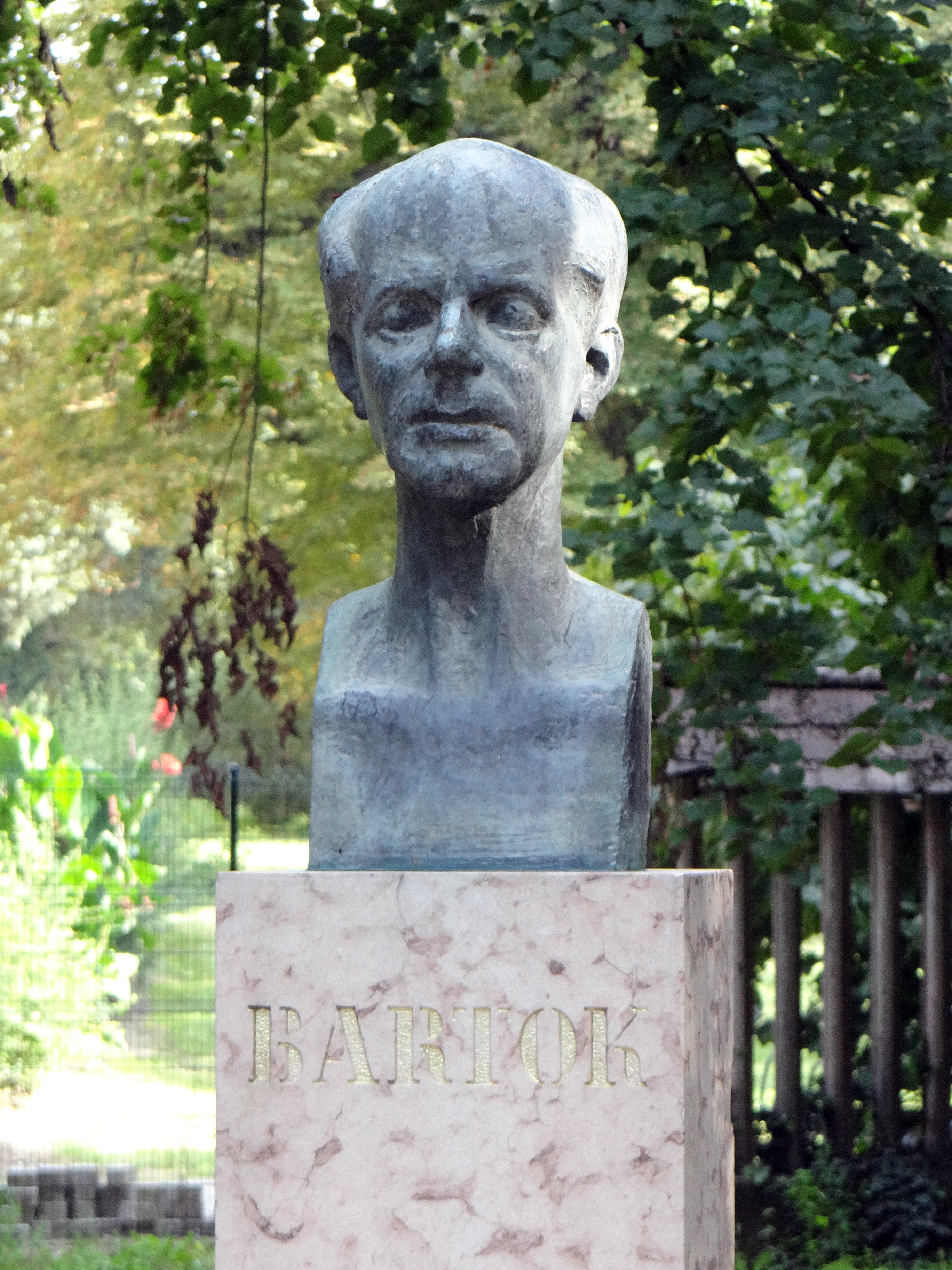
Makrisz Agamemnon: Bartók Béla, Szent Miklós park (1962)
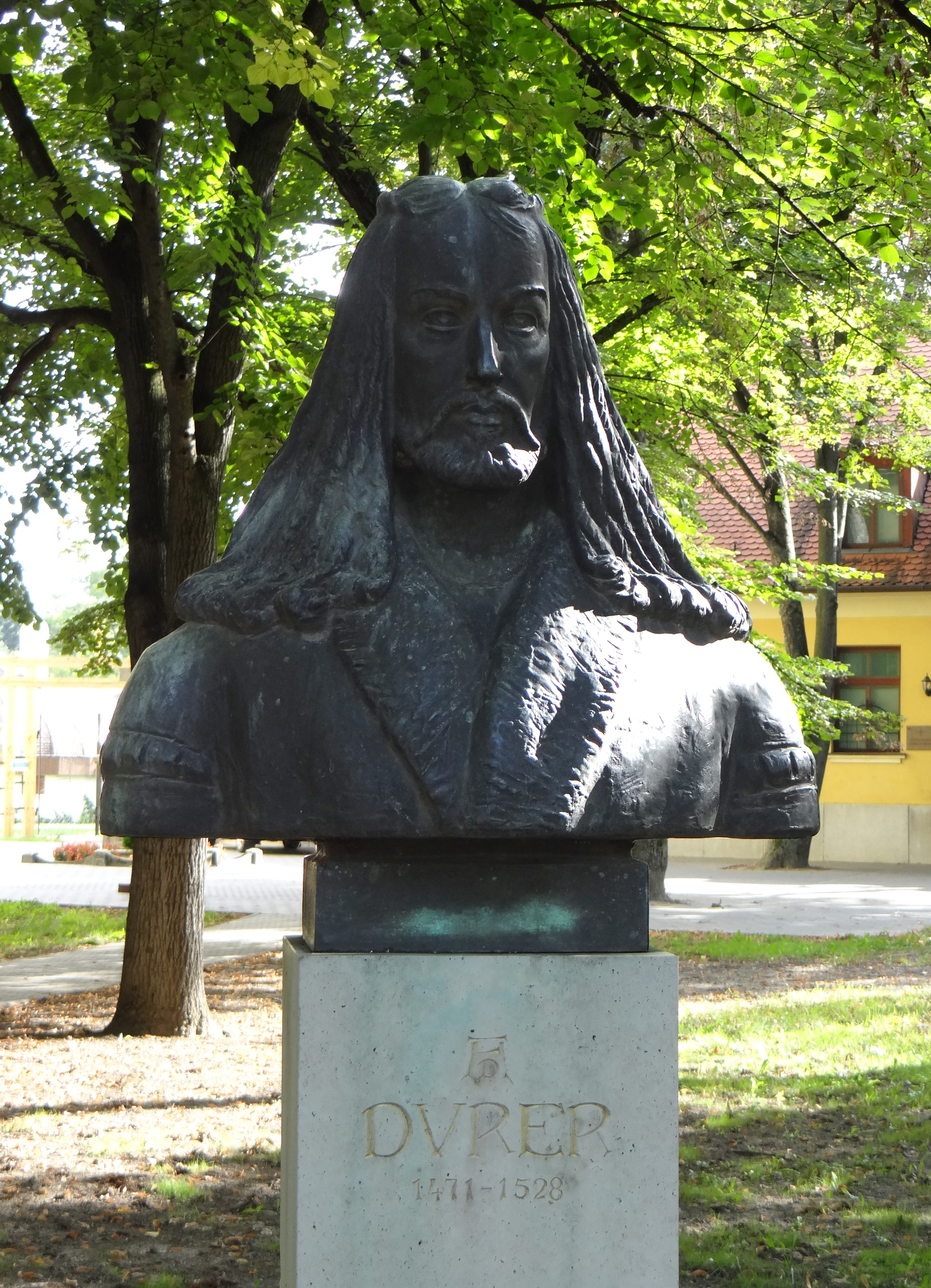
Kocsis András: Albrecht Dürer, Szent Miklós park (1963)
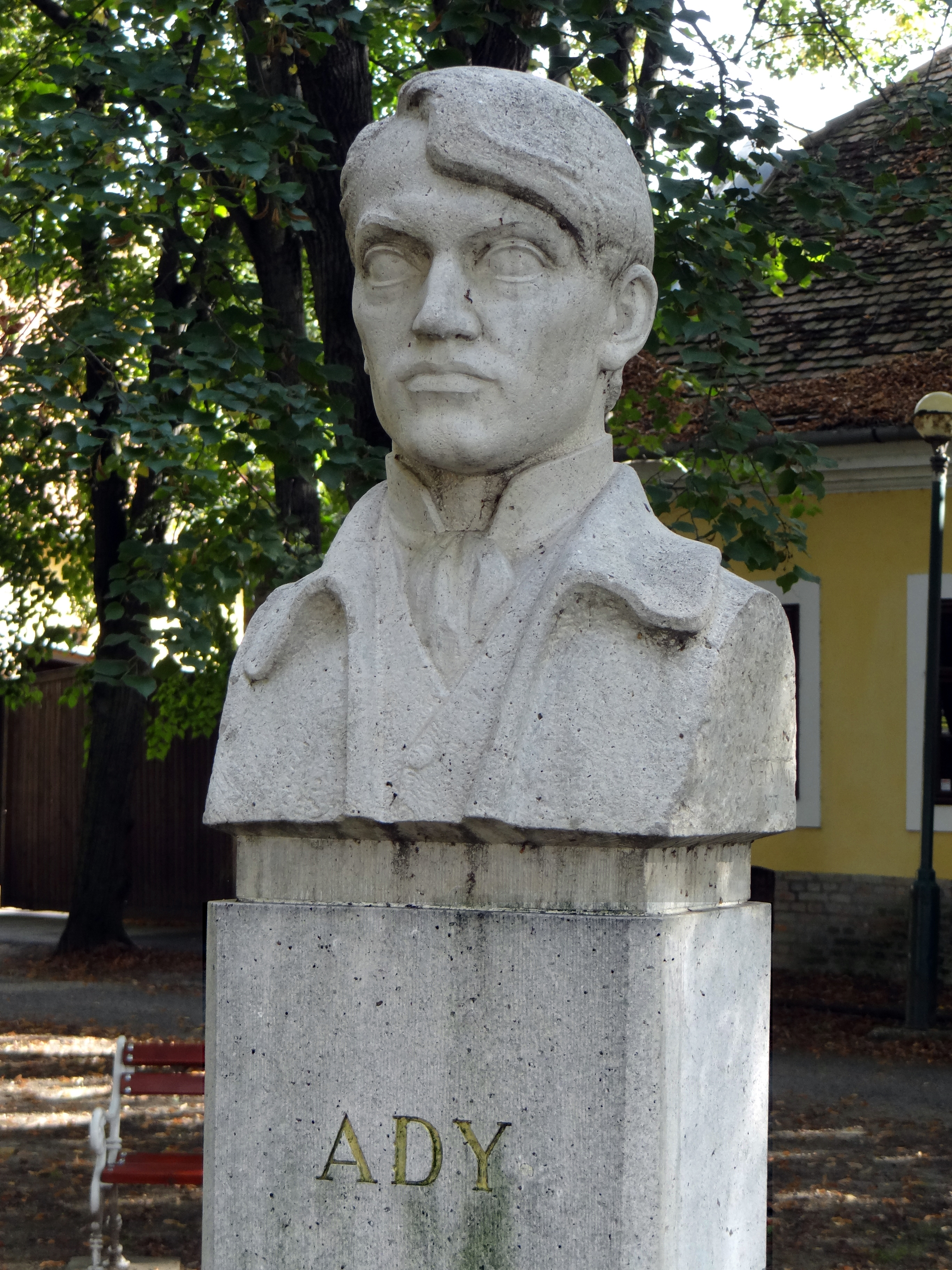
Búza Barna: Ady Endre, Szent Miklós park (1974)
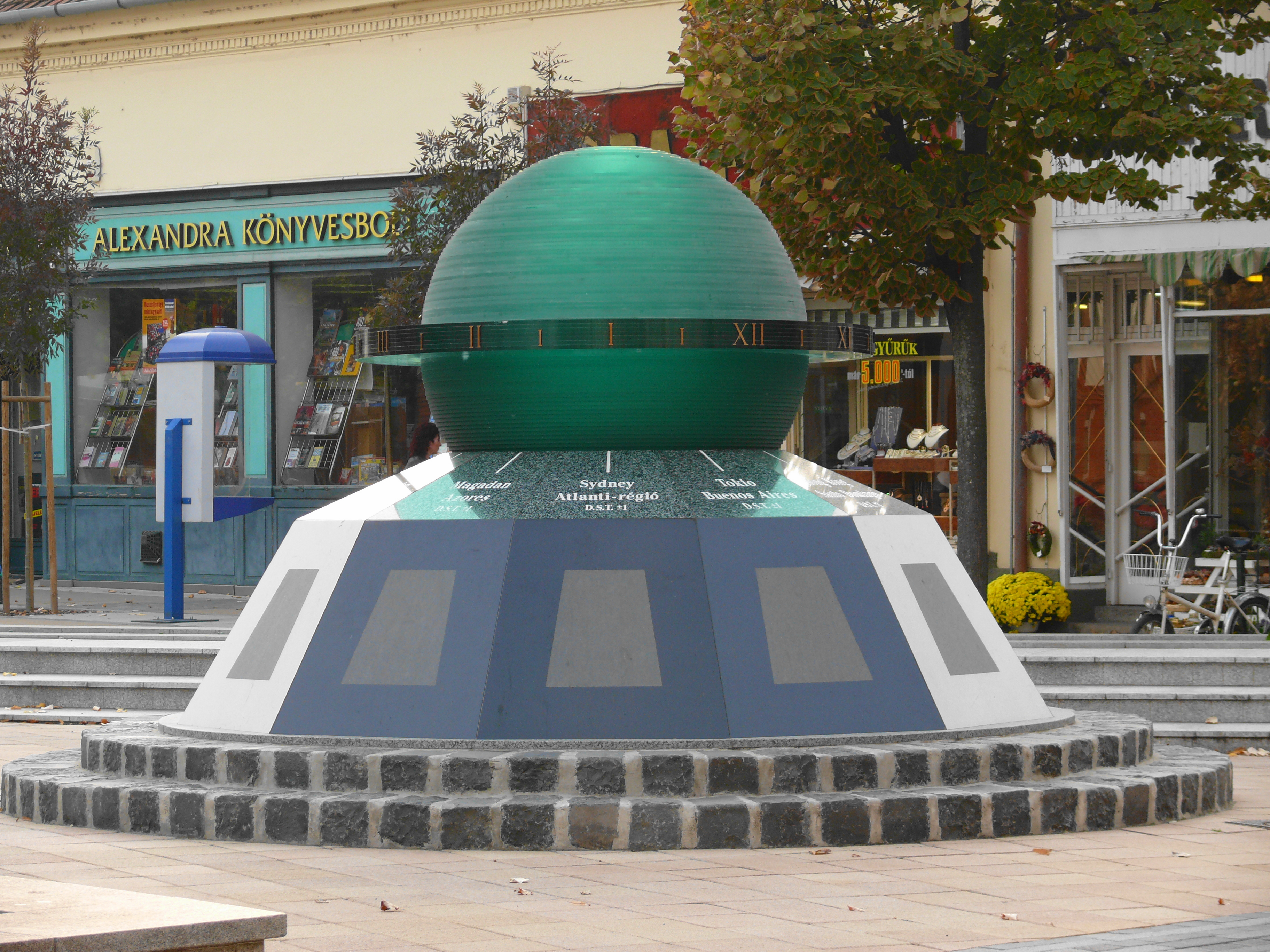
Bozó András: Világóra, Városház utca (2007)
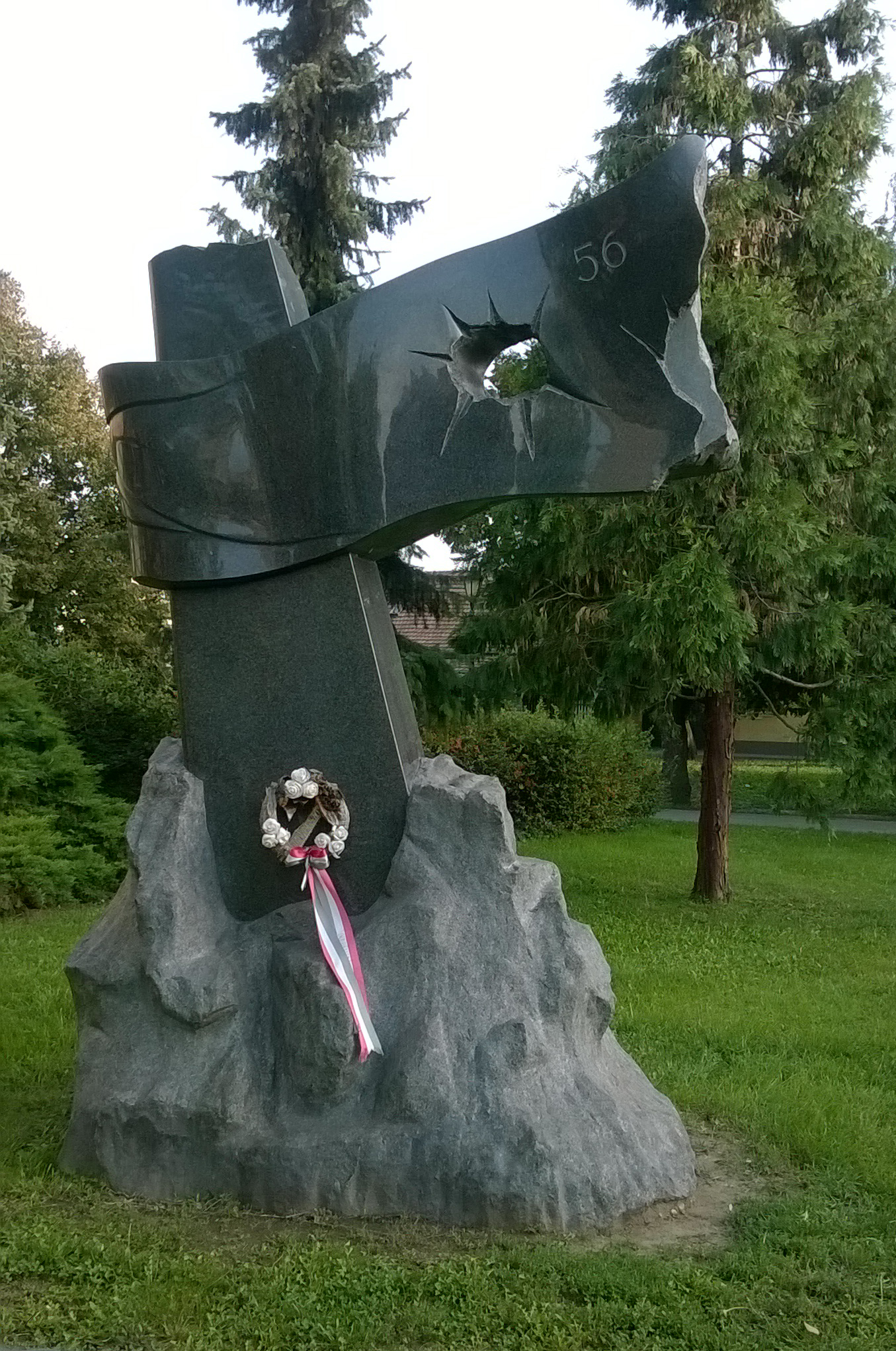
Kiss György: 1956-os emlékmű, Harrukern tér (2006)
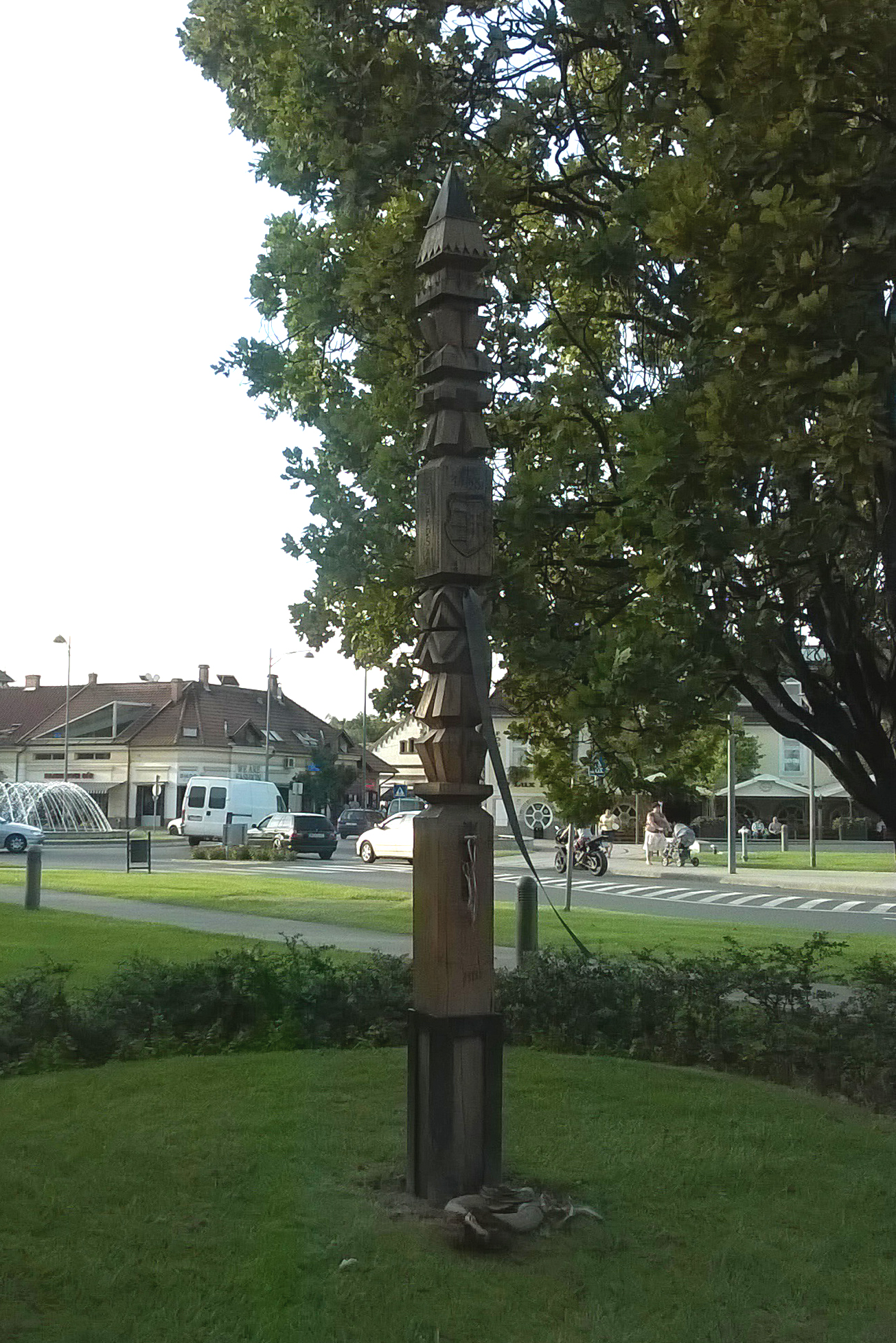
1956-os kopjafa emlékoszlop, Kossuth Lajos tér
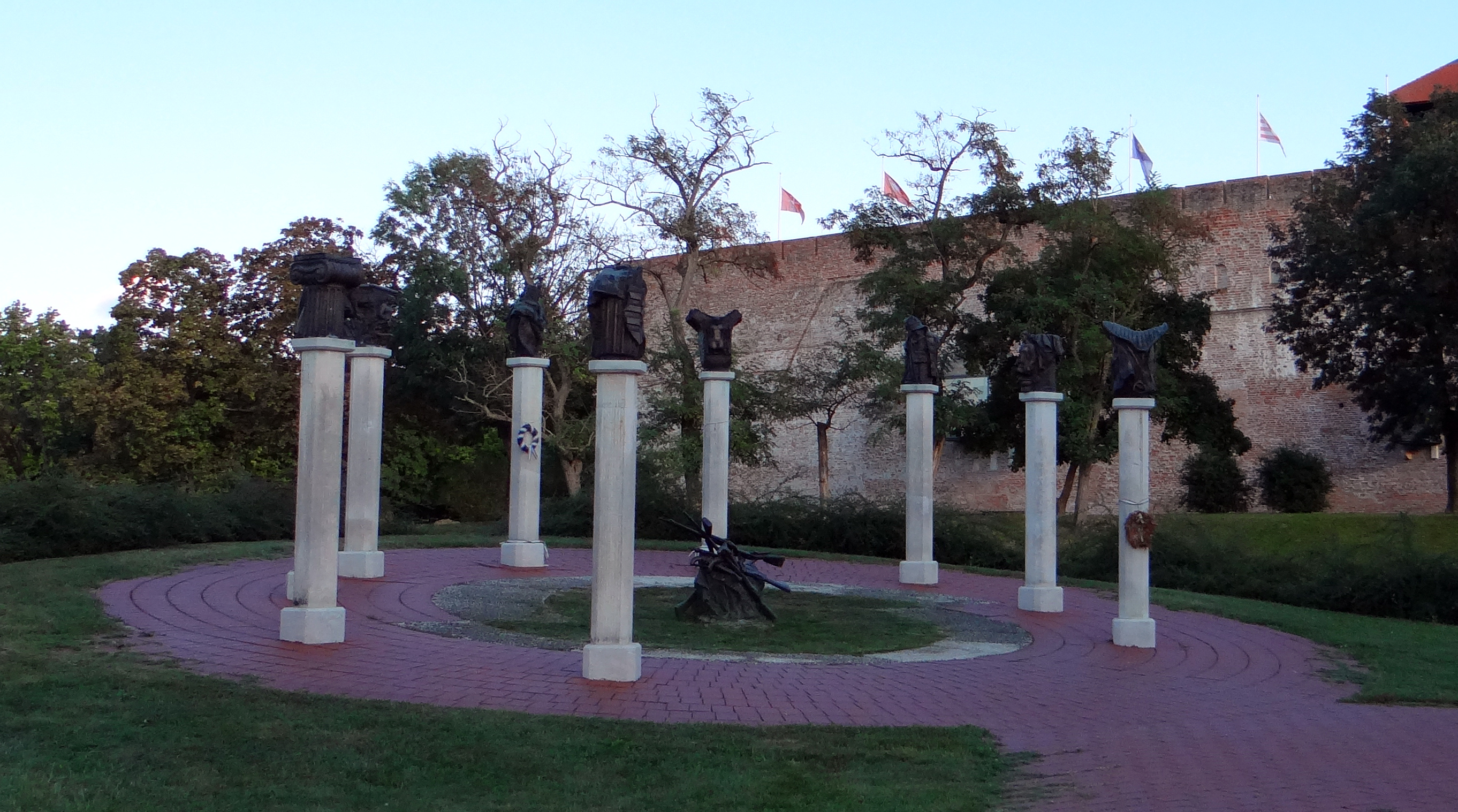
Máté István: 1848–49-es honvédtiszti emlékmű. Várkert (1989)
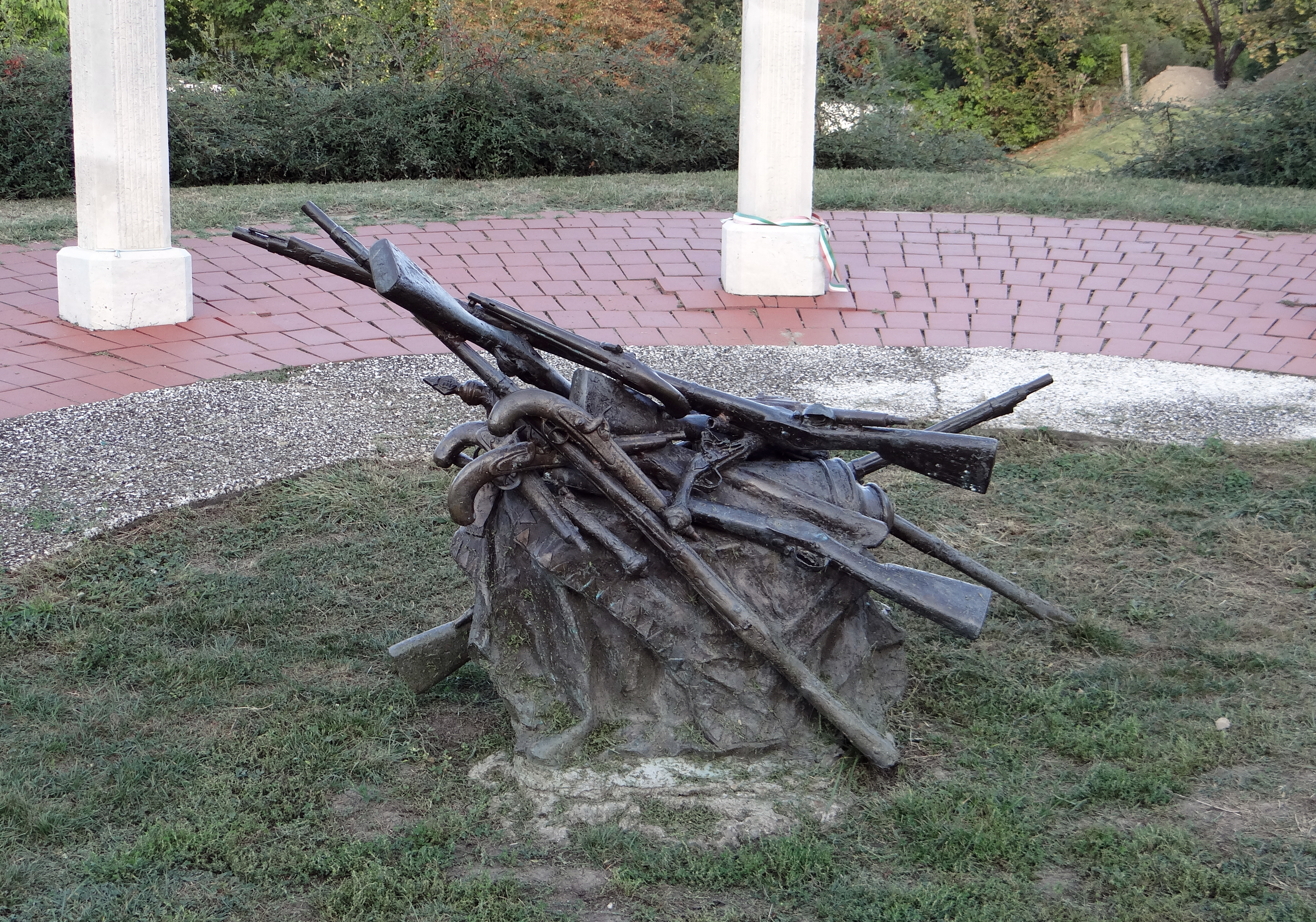
Máté István: 1848–49-es honvédtiszti emlékmű – részlet. Várkert (1989)
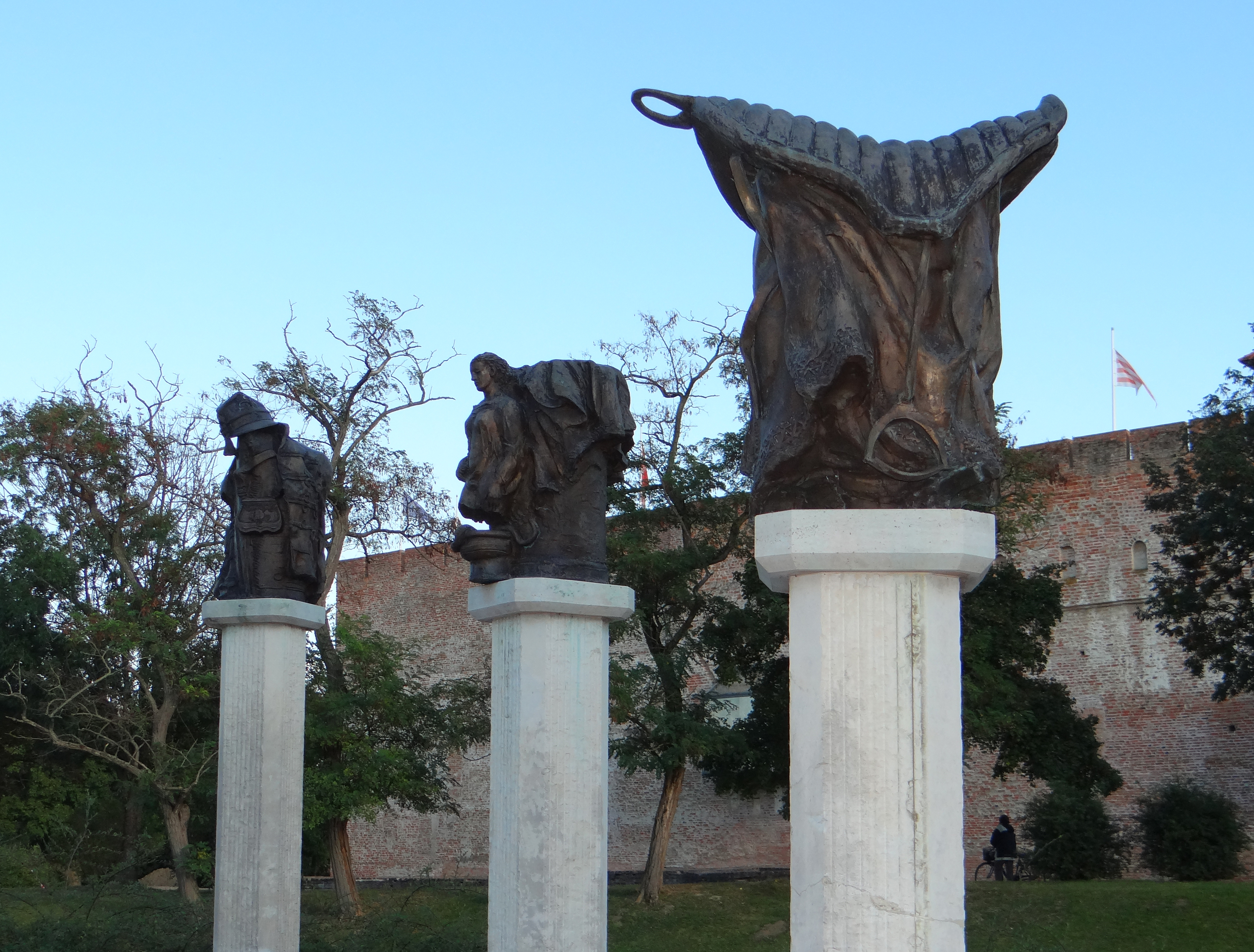
Máté István: 1848–49-es honvédtiszti emlékmű – részlet. Várkert (1989)
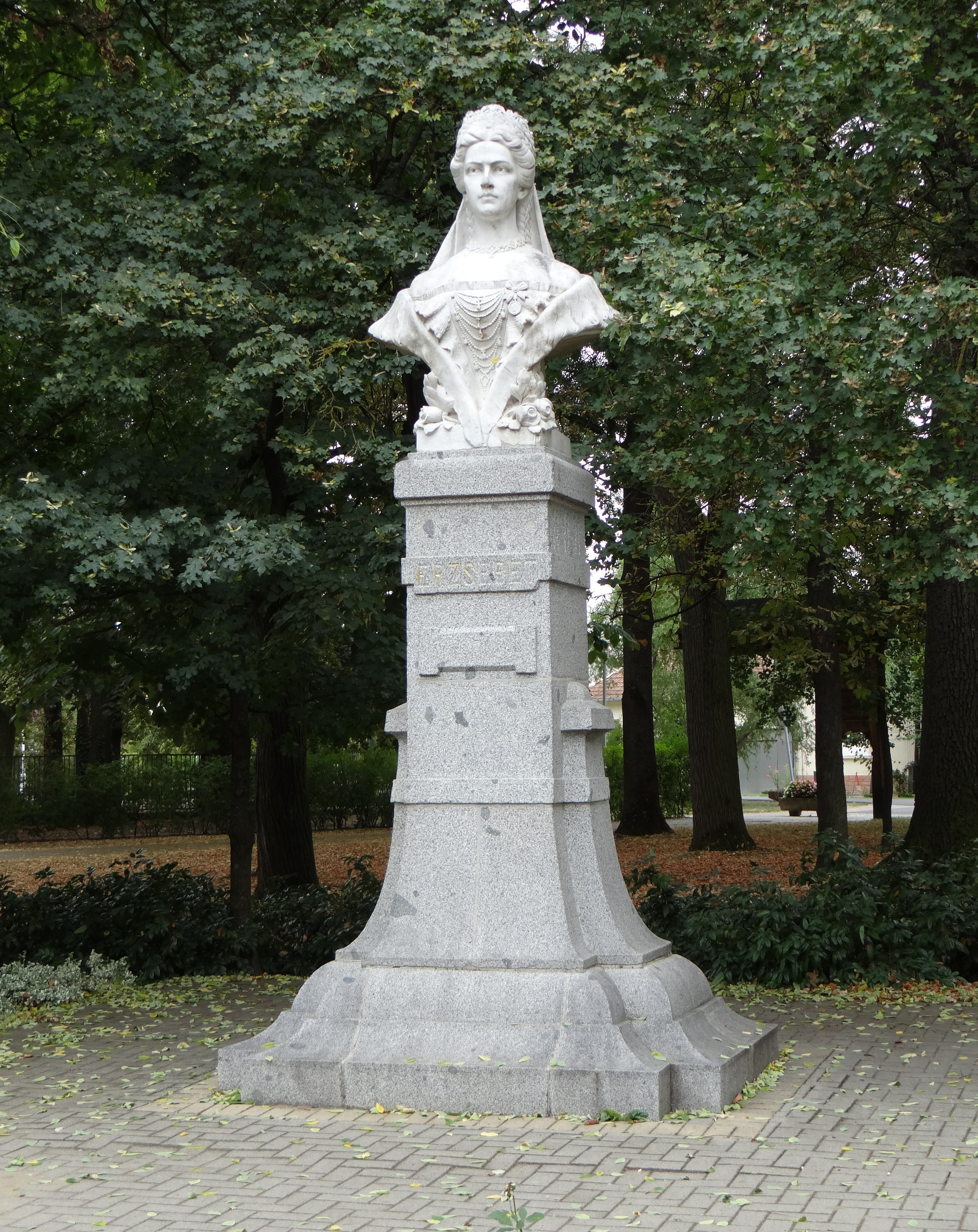
Felek Gyula: Erzsébet. Csigakert (1904)
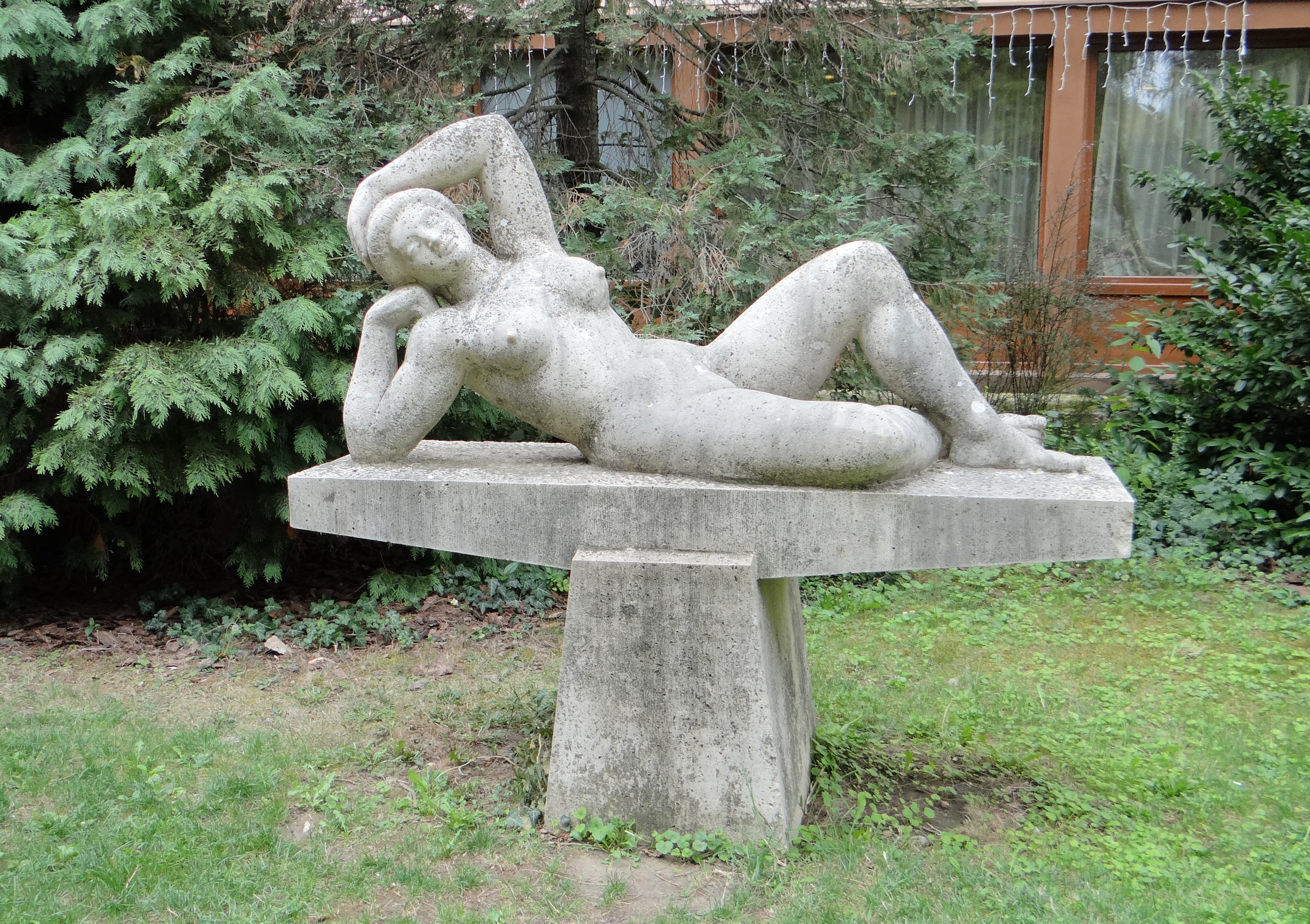
Huszár Imre: Napozó nő. A Park Hotel előtt (1969)
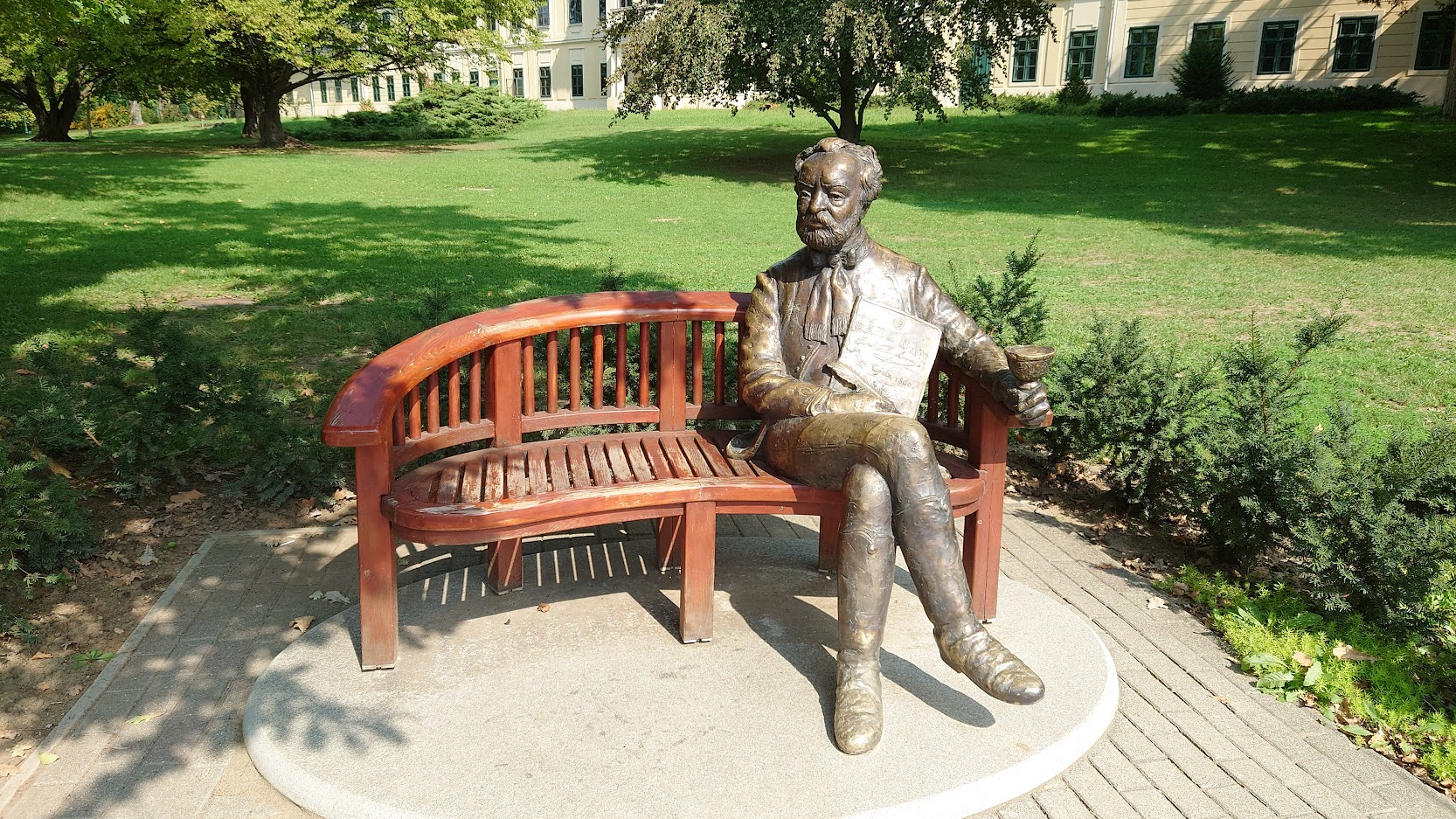
Szőke Sándor: Erkel Ferenc a gyulai Várfürdőben